# Далекосхідний революційний комітет
Далекосхідний революційний комітет (Дальревком)  — вищий надзвичайний орган влади РРФСР на території Далекого Сходу Росії у 1922–1926 роках.

## Створення
Дальревком був обраний Народними зборами Далекосхідної республіки 14 листопада і затверджений постановою Президії ВЦВК РРФСР від 15 листопада 1922 року відповідно до рішень ЦК РКП(б) та Інструкції про права та обов'язки Рад від 1918 року. Необхідність створення цього надзвичайного органу радянської влади була спричинена скасуванням Далекосхідної республіки та приєднанням її території до РРФСР.

## Функції
21 листопада 1922 року Дальревком на одному зі своїх перших засідань затвердив проект Положення про Дальревком, на підставі якого 25 липня 1923 року було прийнято постанову ВЦВК та РНК РРФСР «Про Далекосхідний революційний комітет». В ньому йшлося, що у своїй діяльності Дальревком підпорядковується Всеросійському Центральному Виконавчому Комітету й Раді народних комісарів РРФСР. Дальревком діяв у тісній взаємодії з вищим партійним органом на території Далекосхідної області — Дальбюро ЦК РКП(б), секретар якого Микола Кубяк входив до складу комітету. Основними завданнями Дальревкому (як і інших ревкомів на території РРФСР) були посилення державної влади, провадження в життя державної політики, а також підготовка і проведення виборів до Рад, до яких у майбутньому мала перейти влада на території Далекосхідної області. Особливим завданням Дальревкому була уніфікація чинного демократичного законодавства колишньої Далекосхідної Республіки із законами РРФСР.

## Структура Дальревкому

### Відділи
В структурі Дальревкому існувало 10 відділів:
1. Дальпромбюро;
2. Юстиції — завідувач Гвоздєв;
3. НОН — завідувач Малишев;
4. Відділ управління — завідувач Яковенко-Ходкевич;
5. Охорони здоров'я — завідувач Кореневський;
6. Фінансів — завідувач Космінський;
7. Транспорту (30 листопада перетворений у Далекосхідний округ шляхів сполучення) — завідувач Мілєєв;
8. Зв'язку — завідувач Синьков;
9. Праці — завідувач Шуліков;
10. Робітничо-селянської інспекції — завідувач Михайлов.

На правах відділу до структури Дальревкому входив апарат уповноваженого ДПУ при НКВС РРФСР (потім ОДПУ), який первинно очолював Бельський. Посада секретаря Дальревкому, який одночасно керував справами ДРК, займав Степанов-Бродський.
Успадковані від ДСР зовнішньополітичні зв'язки з Китаєм, Японією, Кореєю та іншими країнами перебували під контролем приданого Дальревкому на підставі постанов ВЦВК уповноваженого Народного комісаріату закордонних справ по Далекосхідній області. Вищий касаційний суд ДСР було реорганізовано у Вищий касаційний суд Далекого Сходу на чолі з Матвеєвим як верховне відділення Верховного трибуналу ВЦВК. У грудні 1922 року Центральне статистичне управління було реформовано в Далекосхідне статбюро на чолі з Лебедєвим.

### Дальпромбюро
Для загального керівництва народним господарством Далекого Сходу 15 листопада 1922 року на базі Міністерства народного господарства ДСР було створено Далекосхідне промислове бюро (Дальпромбюро), яке очолив Суховій. Структура Дальпромбюро будувалась відповідно до прийнятого того ж дня Президією ВРНГ «Положення про основні органи ВРНГ». Воно мало статус одного з відділів Дальревкому, голова Дальпромбюро був уповноваженим ВРНГ по Далекосхідній області та затверджувався Радою праці й оборони РРФСР. Дальпромбюро контролювало роботу видобувної промисловості Далекого Сходу та приватний сектор, становило бюджети підприємств і контролювало їхню звітність, вело облік матеріальних ресурсів, проводило заходи з інтеграції економіки області в економіку РРФСР. В його відомстві перебували крупні трести Дальліс, Дальторг і Дальспирт.

## Діяльність Дальревкому

### Реорганізація системи управління
16 листопада 1922 року Дальревкомом були затверджені план його роботи й система реорганізації апарату ДСР. Було поставлено завдання «порівняти чинну структуру установ ДСР з організаційними формами РРФСР та шляхом відповідних перейменувань, ліквідацій та переформувань здійснити у повному обсязі радянизацію державного апарату ДСР» і за три дні, до 18 листопада 1922 року був цілком усунутий урядовий апарат Далекосхідної Республіки. 17 листопада Управління народної міліції ДСР було реорганізовано в Управління робітничо-селянської міліції Далекого Сходу, яке очолив Євген Лебедєв. 25 листопада Дальревком прийняв спеціальне рішення про заборону відділам збільшувати свої штати. 30 листопада 1922 року відповідно до постанови Колегії Наркомату шляхів сполучення РРФСР колишні міністерство транспорту ДСР та відділ транспорту Дальревкому були реорганізовані у Далекосхідний округ шляхів сполучення.
Дальревком продовжив розпочатий ще за часів існування ДСР процес приведення системи адміністративно-територіального поділу та управління Далекого Сходу до принципів, що застосовувались у РРФСР. Ще до 16 листопада були реформовані в губернії Амурська, Приморська, Прибайкальська та Забайкальська області ДСР, а влада в них перейшла від обласних управлінь до губревкомів. 16 листопада 1922 року Дальревком своїм рішенням утворив Приамурську губернію, 17 грудня губернією стала і Камчатська область. 5 грудня 1922 року ДРК затвердив тимчасову структуру губернських революційних комітетів, які мали мати у своїй структурі:
1. Секретаріат;
2. Відділ управління;
3. Губернський фінансовий відділ;
4. Губернський відділ робітничо-селянської інспекції;
5. Земельний відділ;
6. Губернський відділ народної освіти;
7. Комунальний відділ;
8. Губернська прокуратура;
9. Губернське статистичне бюро;
10. Губернські промбюро (у Приморській області був створений Губраднаргосп);
11. Губернська інспекція праці та біржа праці;
12. Губзв'язок (у Благовіщенську, Хабаровську та Владивостоку — до створення поштово-телеграфних округів);
13. Губернський військкомат;
14. Губернський відділ ДПУ.

Влада на місцях передавалась від управлінь та зборів уповноважених до повітових і обласних ревкомів та їхніх комунальних відділів. 12 грудня 1922 року Дальревком видав постанову, в якій давав вказівки приступити до організації на місцях міських та сільських Рад робітничих, селянських та червоноармійських депутатів. Процес мав розпочатись із 1 січня 1923 року в Приморській губернії, в решті губерній терміни проведення волосних, повітових та губернських з'їздів Рад мали визначатись подальшими рішеннями ДРК.

### Уніфікація законодавства на Далекому Сході
Постановою Дальревкому № 1 від 15 листопада 1922 року з 14 листопада 1922 року через скасування Основного Закону ДСР на території Далекого Сходу було запроваджено Конституцію РРФСР. Проте, незважаючи на скасування Далекосхідної Республіки, її законодавство продовжувало діяти й замінялось законодавством РРФСР поступово.
2 грудня 1922 року Дальревком затвердив тимчасову інструкцію про порядок користування паспортами, яка зберегла чинність паспортів Далекосхідної республіки на термін видачі, після чого їхні власники були зобов'язані отримати паспорти РРФСР. 6 грудня було запроваджено декрет РНК РРФСР «Положення про виші», а 8 грудня 1922 року було введено в дію цілий пакет законодавчих актів: декрет РНК РРФСР від 30 січня 1922 року «Про касові операції держкредиту…» і декрет РНК РРФСР від 22 травня 1922 року «Про касові заходи держпідприємств у місцевостях, де немає установ Держбанку». Того ж дня було введено в дію і декрет ВЦВК від 1918 року «про придбання прав всеросійського громадянства» й одночасно було припинено дію законів і нормативних актів про громадянство Далекосхідної Республіки. Було скасовано також і законодавство ДСР «Про цивільний стан осіб, акти, що його засвідчують в сімейному та шлюбному праві», яке замінили відповідні законодавчі акти РРФСР. Обласні реєстраційні комісії були перетворені на губернські підвідділи, а волосні камери у волосні столи РАЦС. Також набрали чинності Декрет РНК РРФСР про приписку морських суден до порту і внесення до судового реєстру та постанова НКВС РРФСР «Інструкція про порядок поховання померлих громадян і користування кладовищами». 12 грудня Дальревком запровадив Положення про адвокатську контору, 15 грудня були запроваджені декрети РНК РРФСР «про заборону вивезення за кордон предметів мистецтва і старини», постанова ВЦВК від 10 серпня 1922 року «Про адміністративне заслання» та від 16 жовтня 1922 року «Про розширення прав ДПУ».
Постановою від 17 лютого 1923 року Дальревком запровадив на території ДСО декрет РНК РРФСР від 19 листопада 1920 року «Про конфіскацію всього рухомого майна громадян, які втекли за межі республіки та переховуються донині».

### Економічні заходи
6 грудня 1922 року Дальревком заборонив банківські операції — перекази, векселі, позики , інкасо тощо — як приватних осіб, так і фірм, а за два дні набрали чинності декрети РНК РРФСР, відповідно о яких всі фінансові операції мали здійснюватись через заклади Держбанку.
За два місяці своєї роботи, вже до січня 1923 року Дальпромбюро провело облік та обстеження всіх націоналізованих підприємств з метою з'ясування ступеню можливості їх використання у розвитку економіки. Безперспективні підприємства було законсервовано чи закрито, власники бездіяльних, проте економічно необхідних приватних фабрик і заводів були зобов'язані у певний термін відновити їх роботу на підставі спеціальної інструкції Дальпромбюро місцевим органам. 1923 року було проведено заходи з переведення підприємств на госпрозрахунок. Слідом за цим, 16 січня, Дальревком заборонив ввезення товарів з-за кордону та запровадив державну монополію зовнішньої торгівлі. 27 жовтня 1924 року постановою Дальревкому було заборонено оборот на Далекому Сході золота старого карбування, а 31 жовтня 1924 року постановою ДРК з 10 листопада було припинено випуск в оборот касами й банками дореволюційної монети. З 1 січня 1925 року дореволюційна монета припинила оборот.

## Вибори до Рад і передача влади
3 березня 1923 року Дальревком створив Центральну виборчу комісію з виборів до Рад, які мали прийняти владу від надзвичайних органів управління — ревкомів. Виборчі комісії були створені також у губерніях, повітах і волостях Далекосхідної області. 25 серпня 1924 року почалась друга кампанія з виборів до Рад. Остання кампанія пройшла 1925 року, коли було проведено нове районування області. У січні 1926 року ДСО була перетворена на Далекосхідний край, а 15 березня 1926 року в Хабаровську відкрився I Далекосхідний крайовий з'їзд Рад, на якому Дальревком передав владу в краї виконавчому комітету Далекосхідної крайової Ради депутатів — Далькрайвиконкому.

## Голови Дальревкому
- Петро Кобозєв (1922–1923);
- Ян Гамарник (1923–1926).

## Перший склад Дальревкому
- Петро Кобозєв — голова
- Микола Кубяк — секретар Дальбюро ЦК РКП(б)
- Гавриїл Коренєв
- Микола Матвеєв
- Павло Постишев
- Єронім Уборевич
- Яків Янсон